# Selar boops
Selar boops es una especie de peces de la familia Carangidae en el orden de los Perciformes.

## Morfología
• Los machos pueden llegar alcanzar los 25 cm de longitud total.

## Distribución geográfica
Se encuentra en las  costas del Océano Pacífico: desde las Islas Andamán hasta Vanuatu, Filipinas y norte de Australia.